# 妙高サンシャインランド
妙高サンシャインランド（みょうこうサンシャインランド）は、新潟県上越市中郷区にある遊園地である。1989年（平成元年）7月に開園した。

## 概要
観覧車やジェットコースター、3Dシアターをはじめとした二十数種のアトラクションを有する。
2019年現在、火・木曜日はゴールデンウイークおよび夏休み期間を除き定休日となっている。また、周辺は豪雪地帯であるため冬季は休園する。

## 沿革
前身は地元代議士により運営されていた松ケ嶺遊園である。1966年（昭和41年）に佐々木興業が買収すると徐々に敷地を広げ、1986年（昭和61年）にはゴルフ場やホテルを併設した滞在型リゾートの開発を行うため松ケ嶺遊園を閉園。1988年（昭和63年）7月に妙高サンシャインゴルフ倶楽部と妙高サンシャインホテルが、1989年7月に妙高サンシャインランドがオープンした。3者を合わせた総面積は132万㎡、うち妙高サンシャインランドは13.2万㎡。ゴルフと遊園地を楽しむファミリー層だけでなく、長野からのヤング層も多く訪れたという。

## アクセス
- えちごトキめき鉄道妙高はねうまライン関山駅が最寄りとなる。
- 当地と関山駅を結ぶシャトルバスが出ることもある。
- 上信越自動車道中郷ICより車で5分
- JR北陸新幹線 上越妙高駅から車で上信越自動車道を経由し約25分。